# Sydney College of Divinity
Das Sydney College of Divinity, kurz SCD, ist ein Zusammenschluss christlich-theologischer Bildungseinrichtungen und einer Bibelhochschule mit Sitz in Sydney, New South Wales, Australien.

## Überblick
Das College ist seit 1983 als Verband von Mitgliedsinstitutionen strukturiert, von denen jede ihre Autonomie und ihre jeweiligen theologischen Tradition behält. Die Mitgliedsinstitutionen repräsentieren eine Reihe christlicher Kirchen.
SCD ist ein Hochschulanbieter mit zertifizierten Abschlüssen, die 2004 von Australien staatlich akkreditiert und anerkannt wurden. Die Abschlüsse umfassen einen grundständigen Bachelor-Studiengang, postgraduale Weiterbildung und Doktoratsstudien in Philosophie und Theologie.

## Mitglieder des SCD
- Australian College of Christian Studies (Evangelikale Kirche)
- Australian College of Ministries ACOM (Erweckungsbewegung; Restoration Movement)
- Booth College (Salvation Army; Evangelikale Kirche)
- Catholic Institute of Sydney CIS (Römisch-katholische Kirche)
- Emmaus Bible College (Christian Community Churches; Evangelikale Kirche)
- Nazarene Theological College NTC (Kirche des Nazareners)
- College of Clinical Pastoral Education
- St Andrew's Greek Orthodox Theological College (Orthodoxe Kirchen)
- St Cyril's Coptic Orthodox Theological College (Koptisch-orthodoxe Kirche)

## Partner des SCD
- Australian Catholic University
- Edith Cowan University
- University of Sydney
- University of Western Sydney
- Chongshin University
- Soongsil University
- Sungkyul University